# Erik Johan Sæbø
Erik Johan Sæbø (nascido em 14 de dezembro de 1964) é um ex-ciclista profissional norueguês de ciclismo de estrada. Venceu o Campeonato da Noruega de Ciclismo em Estrada de 1988. Nos Jogos Olímpicos de Verão de 1988 em Seul, Sæbø competiu representando a Noruega na prova de estrada (individual), terminando na 27ª posição.